# جيسي كروفورد
جيسي كروفورد (بالإنجليزية: Jesse Crawford)‏ هو عازف جاز أمريكي، ولد في 2 ديسمبر 1895 في ووودلاند في الولايات المتحدة، وتوفي في 28 مايو 1962 في لوس أنجلوس في الولايات المتحدة.

## وصلات خارجية
- جيسي كروفورد على موقع IMDb (الإنجليزية)
- جيسي كروفورد على موقع ميوزك برينز (الإنجليزية)
- جيسي كروفورد على موقع ديسكوغز (الإنجليزية)
- جيسي كروفورد على موقع قاعدة بيانات الفيلم (الإنجليزية)